# Tetrachondraceae
Die Tetrachondraceae sind eine Pflanzenfamilie in der Ordnung der Lippenblütlerartigen (Lamiales).

## Beschreibung

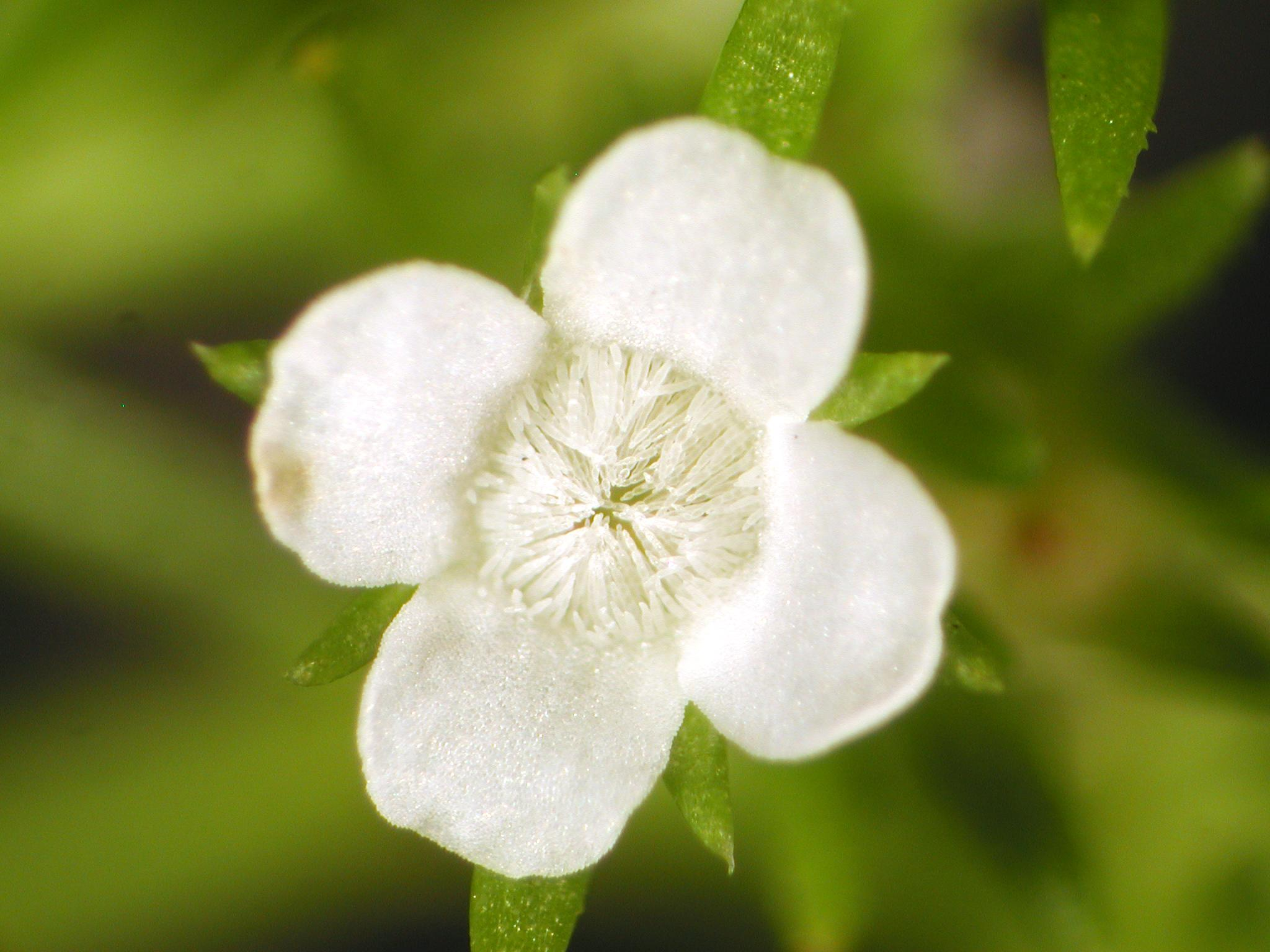
Vierzählige Blüte von Polypremum procumbens im Detail

### Vegetative Merkmale
Tetrachondraceae sind kleine, kriechende bis aufrechtwachsende, ausdauernde krautige Pflanzen. Zwei Arten sind Sukkulenten, die ätherische Öle enthalten. Eine Art ist eine Wasserpflanze. Die gegenständigen Laubblätter sind klein, einfach, ledrig und meist nur kurz gestielt. Die Blattränder sind winzig gezähnt.

### Generative Merkmale
Die Blüten stehen einzeln entweder endständig oder in den Blattachseln. Die zwittrigen, sehr kleinen Blüten sind radiärsymmetrisch und vierzählig mit doppelten Blütenhülle (Perianth). Die vier Kelchblätter sind glockenförmig verwachsen. Die vier weißen Kronblätter sind röhrig oder glockenförmig verwachsen. Sie haben nur einen Kreis mit vier fertilen Staubblättern, die untereinander frei sind. Zwei Fruchtblätter sind zu einem oberständigen oder halbunterständigen Fruchtknoten verwachsen mit einem Griffel mit kleiner Narbe. Der Fruchtknoten ist durch eine falsche Scheidewand sekundär geteilt, dadurch entstehen vier Kammern.
Es wird entweder eine zweikammerige Kapselfrucht oder eine Frucht aus vier Nüsschen gebildet.

## Systematik und Verbreitung
Tetrachondra war in die Boraginaceae oder in die Lamiaceae eingeordnet. Polypremum wurde immer in die Nähe der Loganiaceae gestellt. Die Familie Tetrachondraceae wurde 1924 durch Richard Wettstein aufgestellt.
Die Familie Tetrachondraceae hat ein disjunktes Areal: zum einen Neuseeland und Australien; zum anderen Patagonien und von den südlichen USA bis Südamerika.
Zur Familie der Tetrachondraceae gehören nur zwei Gattungen und etwa drei Arten:
- Polypremum L.: Sie enthält nur eine Art:
  - Polypremum procumbens L.: Ihre Heimat reicht von den südlichen USA bis Südamerika.
- Tetrachondra Petrie ex Oliv.: Die nur zwei Arten haben die typische Verbreitung entsprechend dem Urkontinent Gondwana:
  - Tetrachondra hamiltonii Petrie ex Oliv.: Die Heimat ist Neuseeland.[1]
  - Tetrachondra patagonica Skottsb.: Die Heimat ist das südliche Argentinien bis Tierra del Fuego.[1]